# Jules Iloki
Jules Iloki, né le 14 janvier 1992 à Paris, en France, est un footballeur français évoluant au poste de milieu de terrain. Il est actuellement libre de tout contrat.

## Biographie

### Jeunesse et formation
Jules Iloki naît le 14 janvier 1992 à Paris (France) et grandit aux Ulis. Il fait ses débuts au Linas-Montlhery ESA, dans l'Essonne. Repéré par le recruteur du FC Nantes en région parisienne, Mathieu Bideau, il rejoint le centre de formation des Jaunes et Verts à l'été 2005 et s'impose dans chacune des équipes de jeunes du club. Poussé par Samuel Fenillat, directeur du centre de formation nantais, Jules Iloki signe son premier contrat professionnel d'une durée de 1 an en mai 2012, malgré le désaccord de Landry Chauvin, l'entraîneur de l'équipe première.

### Prêt au Luçon VF (2013-2014)
Afin de s’aguerrir, Jules Iloki est prêté en janvier 2014 pour une durée de six mois à Luçon, club vendéen qui évolue en National (D3) cette saison-là. Il habite alors en colocation à Saint-Aubin-la-Plaine avec un autre Canari, Yacine Bammou, lui aussi prêté dans le Sud-Vendée. Si Iloki, en prenant part à 11 rencontres de championnat, contribue au maintien historique du VLF à l'issue de la saison, Frédéric Reculeau, l'entraîneur local, déclare que le rendement des deux recrues nantaises est « moyen ».

### Retour au FC Nantes (2014-2018)
Le 25 octobre 2014, Jules Iloki prend part à sa première rencontre de L1 en remplaçant son coéquipier Vincent Bessat lors de la 11e journée de championnat contre Évian Thonon-Gaillard FC (2-0). Il jouera ensuite la plupart du temps avec l'équipe réserve en CFA avec laquelle il inscrit 10 buts.
À l'été 2015, Michel Der Zakarian choisit de le conserver pour le faire participer au stage de pré-saison dans les Alpes. Le joueur s'y met particulièrement en valeur grâce à ses deux buts en matchs de préparation contre Bourg-Péronnas et Saint-Étienne. Sollicité à de nombreuses reprises dès le début de la saison 2015-2016, Iloki donne la victoire à son équipe en marquant son premier but en Ligue 1 à Lille, le 29 septembre 2015 (1-0, 7e journée).
A l'issue de la saison 2017-2018, il n'est pas conservé par le club. 
En l'absence d'opportunités avec des clubs professionnels, il s'engage pour la saison 2018-2019 avec l'US Vital Frossay, club de Division 2 de District situé à 30 km à l'ouest de Nantes. L'équipe fanion est reléguée en D3 au terme de la saison.

### Découverte des championnats exotiques (depuis 2019)
En février 2019, il signe un contrat de six mois avec le club roumain du Concordia Chiajna (D1). Il ne marque aucun but malgré sept apparitions (deux titularisations et cinq entrées en jeu). Son contrat n'est pas prolongé.
Au mois de juillet 2020, il est engagé par le Sichuan Jiunjiu. Le club chinois basé à Chengdu, promu en deuxième division chinoise, s'apprête à disputer le championnat qui aurait dû débuter en février mais a été décalé à cause du Covid-19.

## Style de jeu
Jules Iloki est un joueur évoluant au poste d'ailier ou de milieu offensif.

## Statistiques détaillées
| Saison                | Club                  | Championnat           | Championnat | Championnat | Coupe nationale | Coupe nationale | Coupe de la Ligue | Coupe de la Ligue | Total | Total |
| Saison                | Club                  | Division              | M.          | B.          | M.              | B.              | M.                | B.                | M.    | B.    |
| 2013-2014             | Luçon VF (prêt)       | National              | 11          | 1           | 0               | 0               | -                 | -                 | 11    | 1     |
| 2014-2015             | FC Nantes             | L1                    | 2           | 0           | 1               | 0               | 1                 | 0                 | 4     | 0     |
| 2015-2016             | FC Nantes             | L1                    | 21          | 1           | 4               | 0               | 1                 | 0                 | 26    | 1     |
| 2016-2017             | FC Nantes             | L1                    | 23          | 1           | 2               | 0               | 2                 | 0                 | 27    | 1     |
| 2017-2018             | FC Nantes             | L1                    | 26          | 0           | 2               | 0               | 1                 | 0                 | 29    | 0     |
| Sous-total            | Sous-total            | Sous-total            | 72          | 2           | 9               | 0               | 5                 | 0                 | 86    | 2     |
| 2019                  | Concordia Chiajna     | Liga II               | 7           | 0           | 0               | 0               | -                 | -                 | 7     | 0     |
| 2020                  | Sichuan Jiuniu        | League One            | 3           | 0           | 0               | 0               | -                 | -                 | 3     | 0     |
| 2020                  | Suzhou Dongwu (prêt)  | League One            | 5           | 1           | 1               | 0               | -                 | -                 | 6     | 1     |
| 2021                  | Tianjin Tigers        | Super League          | 0           | 0           | 0               | 0               | -                 | -                 | 0     | 0     |
| Total sur la carrière | Total sur la carrière | Total sur la carrière | 98          | 4           | 10              | 0               | 5                 | 0                 | 113   | 4     |

## Palmarès
Avec les équipes de jeunes du FC Nantes, il est finaliste de la Coupe Gambardella en 2009 puis finaliste du championnat de France des -19 ans en 2010.